# Nachikatsuura (Wakayama)
Nachikatsuura (那智勝浦町 Nachikatsuura-chō?) es un pueblo localizado en la prefectura de Wakayama, Japón. En junio de 2019 tenía una población estimada de 14.394 habitantes y una densidad de población de 78,5 personas por km². Su área total es de 183,31 km².

## Geografía

### Localidades circundantes
- Prefectura de Wakayama
  - Shingū
  - Taiji
  - Kushimoto
  - Kozagawa

## Demografía
Según los datos del censo japonés, esta es la población de Nachikatsuura en los últimos años.
| Año del censo | Población |
| ------------- | --------- |
| 1995          | 19.943    |
| 2000          | 19.417    |
| 2005          | 18.185    |
| 2010          | 17.080    |
| 2015          | 15.682    |